# Кусый, Тадеуш Збигнев
Таде́уш Ку́сый, в монашестве — Зби́гнев (пол. Tadeusz Zbigniew Kusy; 2 декабря 1951, Цешин, Катовицкое воеводство — 31 марта 2024, Кага-Бандоро, Нана-Гребизи, ЦАР) — католический прелат, третий епископ Кага-Бандоро с 15 августа 2014 года. Член монашеского ордена францисканцев.

## Биография
Родился в 1951 году в городе Цешин, Польша. После получения среднего образования 30 августа 1970 года вступил в монашеский орден францисканцев. 26 августа 1974 года принёс вечные монашеские обеты. Изучал богословие в Высшей семинарии францисканцев в Катовице. 15 апреля 1976 года был рукоположён в священники епископом Катовице Гербертом Бедножем в соборе Христа Царя в городе Катовице.
До 1979 года служил в одном из приходов в катовицком районе Паневники. С 1979 по 1986 год — на миссии в Заире. С 1986 по 1989 год изучал богословие в Институте науки и теологии религии в Париже. После получения научного звания лицензиата богословия отправился на миссию в Центральноафриканскую Республику.
31 мая 2014 года Римский папа Франциск назначил его вспомогательным епископом Кага-Бандоро. 15 августа 2014 года состоялось его рукоположение в епископы, которое совершил архиепископ Банги Дьёдонне Нзапалаинга в сослужении с епископом Кага-Бандоро Альбером Ванбёлем и епископом Коле Станисласом Лукумвеной Лумбалой.
27 сентября 2015 года назначен епископом Кага-Бандоро.